# Saint-Cyr-la-Campagne
Saint-Cyr-la-Campagne är en kommun i departementet Eure i regionen Normandie i norra Frankrike. Kommunen ligger i kantonen Amfreville-la-Campagne som tillhör arrondissementet Bernay. År 2022 hade Saint-Cyr-la-Campagne 429 invånare.

## Befolkningsutveckling
Antalet invånare i kommunen Saint-Cyr-la-Campagne
Referens:INSEE